# Xu Kuangdi
Dans ce nom chinois, le nom de famille, Xu, précède le nom personnel Kuangdi.
Xu Kuangdi (chinois : 徐匡迪), né le 11 décembre 1937 à Tongxiang, dans la province du Zhongjiang, est maire de Shanghai de 1995 jusqu'à sa démission en 2001. De 2003 à 2008, il est aussi vice-président de la conférence consultative politique du peuple chinois de 2003 à 2008.

## Études et formation
Xu naît à Tongxiang, dans la province du Zhejiang, près de Shanghai. Il est diplômé du lycée de Hangzhou. Il est diplômé de l'Institut d'ingénierie du fer et de l'acier de Pékin en 1959, en plein Grand Bond en avant, et y enseigne de 1959 à 1963, puis à l'Institut d'ingénierie de Shanghai de 1963 à 1971, au plus fort de la révolution culturelle. Il rejoint le parti communiste chinois en 1983. Il étudie en Grande-Bretagne en 1982 et 1983 et travaille en Suède de 1984 à 1985 ; il remporte également  un prix national pour sa conception d'un tuyau en acier inoxydable destiné à la production d'avions.
Il joue un rôle important dans le développement du district de Pudong, ville nouvelle voulue par Xi Jinping.